# الکساندر دروزدنکو
الکساندر دروزدنکو (روسی: Александр Юрьевич Дрозденко؛ زادهٔ ۱ نوامبر ۱۹۶۴) سیاست‌مدار اهل روسیه است.
وی همچنین برندهٔ جوایزی همچون نشان دوستی شده‌است.